# Följeslagare (Doctor Who)
I den långvariga science fiction TV-serien från BBC vid namn Doctor Who används termen "companion" eller "följeslagare" som hänvisar till en karaktär som reser med eller bara delar ett äventyr med Doktorn. I de flesta Doctor Who historierna är följeslagarens största roll ett substitut för tittarna. Han eller hon tillför en syn på situationen som tittarna även upplever när de blir presenterade för seriens händelser. Följeslagaren är ofta en del av historien då den kan ställa frågor, hamna i olika knipor, vara till hjälp eller utmana Doktorn på något sätt. Innan serien återupplivades 2005 hade termen använts sällan i programmet. Doktorn refererade till programmets andra huvudrollsinnehavare som "vänner" eller "assistenter"; den brittiska pressen har även de använt samma termer.

## Historia
I de första avsnitten av "Doctor Who" hade huvudkaraktärerna ett annat förhållande gentemot varandra, jämfört med dagens hjälte och medhjälparemall. Från början var man inte säker på hur karaktären Doktorn skulle avbildas, bl.a. var man osäker på karaktärens motiv och särskilda färdigheter. Programmets förkämpar var lärare Ian Chesterton och Barbara Wright, som speglade tittarnas syn på det som utspelade sig i vare sig Jordens historia eller utomjordiska världar. Speciellt Ian agerade som en typ av actionhjältekaraktär. Den fjärde karaktären var Doktorns barnbarn, Susan Foreman, som (trots att ha blivit presenterad som ett "An Unearthly Child" eller "Utomjordiskt barn") var menat att locka yngre tittare.
Carole Ann Ford, som spelade Susan Foreman, blev missnöjd med att hennes karaktär inte utvecklades vilket ledde till att hon lämnade serien i dess andra säsong. Karaktären Susan blev bortgift med en frihetskämpe och kvarlämnad för att återbygga Jorden som blivit ödelagd av Daleks. Doctor Who's producenter ersatte Susan med en annan yngre kvinnlig karaktär, Vicki. Det gick till på liknande sätt när Ian och Barbara lämnade serien, då togs actionkaraktären över av en astronaut Steven Taylor. Denna typ av gruppbildning med Doktorn i centrum och en hjältemodig manlig karaktär och en attraktiv kvinna blev mönstret för programmet under 1960-talet.
När programmet övergick till färg-TV under 1970-talet ändrades även formatet på programmet. Doktorn var nu bunden till jorden och värvade hjälp från assistenter via organisationen "United Nations Intelligence Taskforce" (UNIT) som han då var sammankopplad med. Den Tredje Doktorn var mer fysiskt aktiv och våldsam än sin föregångare. Detta gjorde att actionkaraktären blev överflödig. Under säsongen som sändes 1970, var Doktorn assisterad av forskaren Liz Shaw och Brigadier Lethbridge-Stewart samt annan personal från UNIT, ex. Sergeant Benton. Den intellektuelle Shaw var sedan utbytt mot Jo Grant under 1971 års säsong. När programmet åter började med nya äventyr i rymden så ändrades formatet på gruppen än en gång. UNIT fortsatte att vara utgångspunkten under äventyr på Jorden, när det bar ut i rymden agerade Doktorn och Jo som en sammansvetsad duo med starka band. Detta format med Doktorn och en kvinnlig ensamstående följeslagare blev mallen för efterföljande avsnitt. Den hjältemodiga manliga karaktären återkom vid vissa tillfällen (t.ex. Harry Sullivan, Adric, Vislor Turlough, Jack Harkness och Rory Williams), men en ensamstående kvinnlig följeslagare blev Doctor Who's kännetecken.